# Saša Stanišić

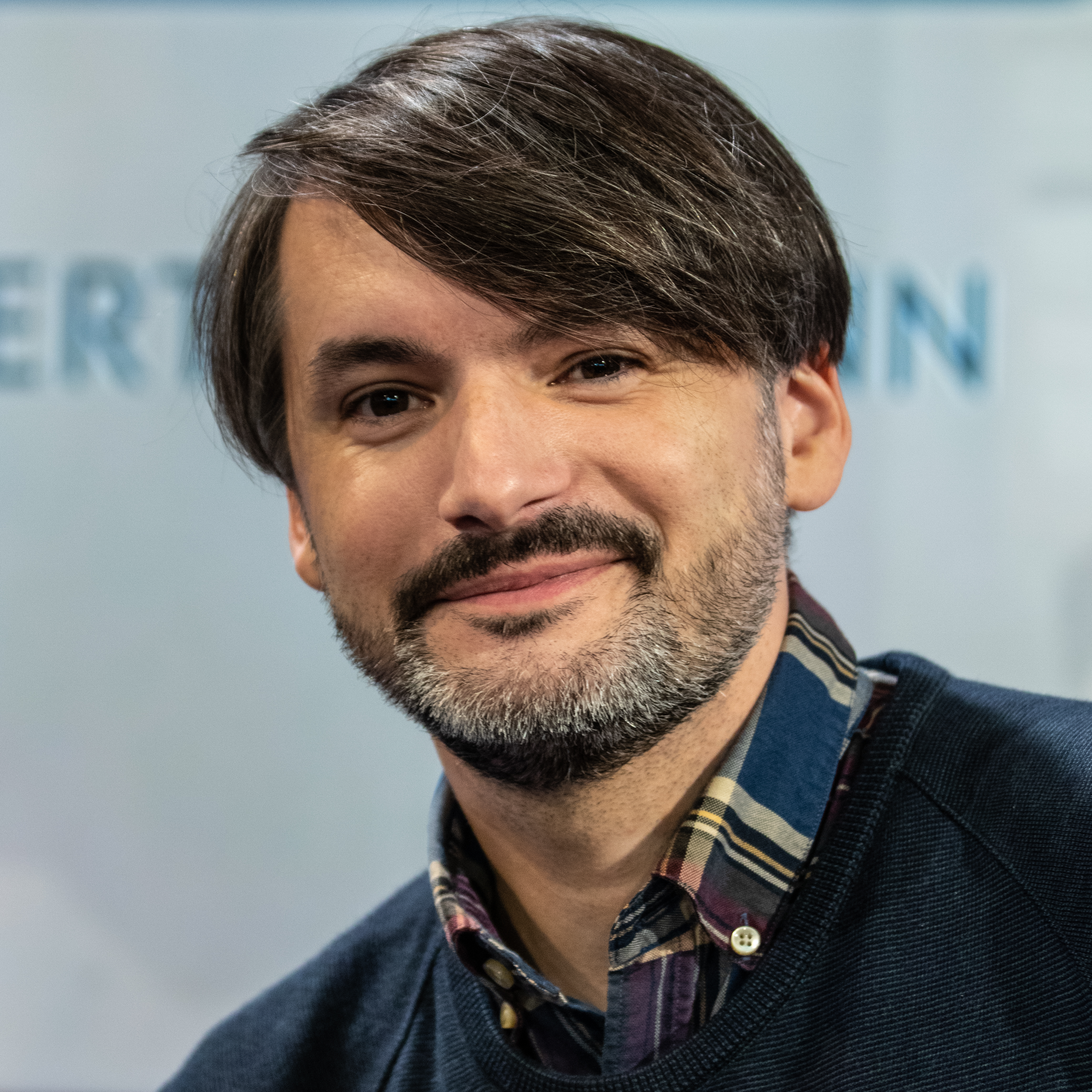
Saša Stanišić

Saša Stanišić (Višegrad, 7 de marzo de 1978) es un escritor bosnio-alemán.

## Biografía
Nació en una pequeña ciudad al este de Bosnia de madre bosnia y padre serbio y con 14 años en 1992 fue testigo del asedio de su pueblo durante la Guerra de los Balcanes. Una semana después de la ocupación en Višegrad, sus padres y él pudieron refugiarse al sur de Alemania. Stanišić asistió la escuela internacional de Heidelberg donde ya apuntaba maneras de escritor siendo incentivado por sus profesores Estudió en la Universidad de Heidelberg y más tarde trabajaría como profesor en la Bucknell University de Lewisburg (Pennsylvania).

## Obra
- 2001 - In Silence I Trust
- 2002 - Zinke
- 2002 - Insieme a Stephanie von Ribbeck: Aus den Quellen des Harotrud. Der Reigen der fünf Schwestern. Zwei DSA-Abenteuer aus der Reihe Das schwarze Auge - Fluch vergangener Zeiten.[5]
- 2002 - get done: strippen, kajal
- 2003 - Wie Selim Hadzihalilovic zurückgekehrt ist,...
- 2003 - Heinz Harald Frentzen hat Schnupfen
- 2005 - Billard Kasatschok
- 2005 - Träum! Traum, Traumata
- 2005 - Äcki spielt auf für die Jungs und Petra, den Funker
- 2005 - Was wir im Keller spielen...
- 2005 - Hai Nuun in Veletovo
- 2005 - Zwei Anweisungen für Strukturstabilität, jeweils mit Beispielen, dazu zwei kleinere Erledigungen
- 2005 - Doppelpunktnomade
- 2005 - Träum! Traum, Traumata, HR2, Ursendung
- 2006 - Wie der Soldat das Grammofon repariert
- 2007 – Wie der Soldat das Grammofon repariert
- 2014 - Vor dem Fest. Roman. Luchterhand Literaturverlag, München 2014, ISBN 978-3-630-87243-8.
- 2016 - Fallensteller. Erzählungen. Luchterhand Literaturverlag, München 2016, ISBN 978-3-630-87471-5.
- 2019 - Herkunft. Luchterhand Literaturverlag, München 2019, ISBN 978-3-630-87473-9.